# Koleń pospolity
Koleń pospolity, koleń (Squalus acanthias) – gatunek ryby chrzęstnoszkieletowej z rodziny koleniowatych (Squalidae). Ceniona ryba konsumpcyjna.

## Zasięg występowania
Przybrzeżne wody klimatu umiarkowanego wzdłuż szelfu kontynentalnego, w wodach o temperaturze od 7–15 °C. Gatunek szeroko rozprzestrzeniony. Spotykany również w zachodniej części Bałtyku. Zanotowano przypadki wpływania do estuariów.

## Opis
Ciało torpedowate, szaro-brązowe z jaśniejszym brzuchem. Dwie płetwy grzbietowe, w każdej jeden kolec połączony z gruczołem jadowym. Kolenie osiągają przeciętnie do 160 cm długości (samice do 120 cm) i do 9 kg masy ciała. Największe okazy dorastają do 2 m. Pływają w stadach liczących kilkaset do kilku tysięcy sztuk. Żywią się rybami, głowonogami i skorupiakami.
Koleń pospolity wyróżnia się najdłuższą ze wszystkich ryb chrzęstnoszkieletowych ciążą trwającą 22–24 miesięcy. Samica rodzi od 1–20, przeciętnie 6–7 młodych. Młode po urodzeniu mają ok. 30 cm długości.

## Ochrona
Gatunek wpisany do Czerwonej Księgi IUCN jako narażony na wyginięcie (kategoria VU). Jeden z najpospolitszych i najdłużej żyjących rekinów – kolenie pospolite żyją do 75 lat.